# 王立新 (1962年)
王立新（1962年—），男，黑龙江青冈人，生于吉林通榆，中国文化学者，深圳大学教授，北京大学湖湘文化研究会顾问，武汉大学中国传统文化研究中心兼职教授。

## 生平
1986年毕业于山东大学哲学系。先后任教于东北林业大学社会科学系、湘潭大学哲学与历史文化学院。2005年调入深圳大学文学院。主要从事宋明理学、湖湘文化、王船山等领域的研究。

## 电视讲座
2010年，在湖南教育电视台《湖湘讲堂》栏目讲述《天地大儒王船山》。2011年6月在周敦颐的故里——湖南道县楼田村参加中国（道州）第二届周敦颐国际理学文化节，并于现场开讲《理学开山周敦颐》，同年7月这部《理学开山周敦颐》系列节目，在湖南教育电视台《湖湘讲堂》栏目播出。

## 著作
- 1994	北京广播学院出版社	中国传统文化概论[第一主编]
- 1996	东大图书公司[台湾]	胡宏
- 2000	天马图书有限公司[香港]	湖湘经世名贤传[第一主编]
- 2003	岳麓书社	开创时期的湖湘学派
- 2004	云南人民出版社	中国哲学的创造性转化[第三主编]
- 2008	岳麓书社	胡宏著作两种[点校]
- 2010	岳麓书社	王立新讲《论语》——圣者凡心
- 2011	岳麓书社	天地大儒王船山
- 2012	岳麓书社	理学开山周敦颐
- 2014	北京大学出版社	与道偕行：纪念游建西先生[第一主编]
- 2014	中国社会科学出版社	从胡文定到王船山：理学在湖南地区的奠立与开展
- 2016	北京大学出版社	大宋真天子

## 论文
- 时间（期号）	刊物	文章
- 1986（S2）     东北林业大学学报	司马迁的历史通变思想探讨
- 1997（2）	船山学刊	从胡宏到船山——看湘学经世特点的形成与转型
- 1997（6）	湘潭大学学报	从《知言疑义》的产生看胡宏对朱熹的影响
- 1998（6）	湖湘论坛	湖湘学派的经世思想——胡安国父子的“经济”之学
- 1999（1）	湘潭大学学报	三“天”归一——中国古代思想发展的凝缩
- 1999（3）	长沙电力学院学报	胡宏的教育思想与实践
- 1999（6）	湘潭大学学报	船山的发现与误读——兼论民族主义之作为动力（第一作者）
- 2000（3）	湘潭大学学报	兴衰已逝，遗韵长存——湖湘学派及其历史分期
- 2000（4）	船山学刊	船山人性论及其思想意义
- 2001（1）	湖湘论坛	胡宏是“超善恶论”者吗？
- 2001（1）	湘潭大学学报	“湘学”略论（第一作者）
- 2002（1）	郧阳师范高等专科学校学报	伦理框架内的法治与德治关系——对儒家德治与法治关系思想的选点式研究
- 2002（5）	文史哲	闽学与湖湘学
- 2002（5）	福建论坛	易学与儒学完整关系的新探索——评任俊华《易学与儒学》
- 2002（5）	湘潭大学学报	孔子的仁、礼观念并及儒家的历史命运
- 2002（4）	船山学刊	胡安国族系考证
- 2003（1）	湘潭大学学报	湖湘学派与核心湖湘文化——并及湘潭碧泉、隐山湖湘文化资源
- 2003（2）	船山学刊	理学家兼诗人——曾几的生平与学术
- 2003（6）	池州师专学报	南泉普愿禅师的人生智慧及湖湘学派与禅宗的关系
- 2004（1）	湘潭大学学报	胡安国与程门弟子
- 2004（3）	湖南科技大学学报	胡门的向氏弟子
- 2004（2）	湖南工程学院学报	胡安国隐居衡山时期的弟子们
- 2004（6）	湖南科技大学学报	湖湘学派与佛教
- 2004（4）	湖南城市学院学报	胡安国隐居碧泉时期的弟子们
- 2004（5）	湘潭大学学报	胡宏论性的层次和特点
- 2004（4）	广州社会主义学院学报	如何了解中国的历史传统——以韦政通所著《中国文化概论》为例
- 2005（9）	湖南科技学院学报	跨越历史的心灵沟通——郭嵩焘对王船山的认识和评价
- 2006（9）	学术月刊	儒家伦理的当下境遇问题
- 2011（4）	求是学刊	莱布尼兹和沃尔夫眼中的中国哲学（第二作者）
- 2011（8）	学术界	论中国哲学最初的“被”冷遇（第二作者）
- 2011（4）	池州学院学报	个体主体性自由获得的哲学思考（第二作者）
- 2011（10）	湖南科技学院学报	宋明理学与儒家精神——记王立新教授的一次学术漫谈（第一作者）
- 2013（7）	湖南科技学院学报	想给老游唱首歌
- 2013（5）	深圳大学学报	船山与朱子对王猛的评价（第一作者）
- 2013（5）	湖南师范大学学报	《庄子》论“乐”的伦理学内涵（第二作者）
- 2014（3）	湖南科技学院学报	儒学研究的回顾与展望——第十届当代新儒学国际学术研讨会会议纪要（第二作者）
- 2015（2）	船山学刊	船山评白沙述论
- 2015（4）	船山学刊	苦难的生命，永远的光辉：天地大儒王船山
- 2016（3）	船山学刊	南轩的理学思想
- 2017（4）	湖南科技学院学报	张学智教授的新著《贺麟思想研究》
- 2017（4）	孔学堂	湘学称谓的历史变迁及其内涵
- 2017（9）	湖南科技学院学报	胡安国“文定书堂”考述
- 2018（1）	船山学刊	胡安国两弟考述